# Johann Ignaz Palliardi
Johann Ignaz Palliardi (tschechisch Ignác Jan Palliardi) (* 15. Mai 1737 in Prag; † 18. März 1824 ebenda) war Baumeister und Stuckateur in Böhmen. Sein Werk ist dem Barock und dem Klassizismus zuzuordnen.
Der Patensohn des Kilian Ignaz Dientzenhofer war Vertreter des späten Barocks und gehörte der Künstlervereinigung der Prager Stuckateure an. Er baute vornehmlich Paläste aber auch Bürgerhäuser mit Einflüssen des Klassizismus.
In Prag sind von ihm vier Häuser in der Prager Kleinseite erhalten, daneben die Klosterbibliothek in Strahov, aber auch Paläste der Adelsfamilien Lobkowitz, Kolowrat und anderer sowie das Haus des irischen Arztes Wilhelm Mac Neven O’Kelly ab Aghrim. Hier verband er erfolgreich den klassizistischen französischen Stil der Wiener Baumeister mit den traditionellen Elementen des Prager Barocks.
Palliardi wirkte zudem als Bausachverständiger und Bauschätzer.